# Пелан (тауншип, Миннесота)
Пелан (англ. Pelan) — тауншип в округе Китсон, Миннесота, США. На 2000 год его население составило 61 человек.

## География
По данным Бюро переписи населения США площадь тауншипа составляет 92,3 км², из которых 92,3 км² занимает суша, водоёмов нет.

## Демография
По данным переписи населения 2000 года здесь находились 61 человек, 25 домохозяйств и 19 семей. Плотность населения —  0,7 чел./км². На территории тауншипа расположено 35 построек со средней плотностью 0,4 построек на один квадратный километр. Расовый состав населения: 93,44 % белых, 1,64 % коренных американцев, 1,64 % азиатов, 3,28 % — других рас США. Испанцы или латиноамериканцы любой расы составляли 3,28 % от популяции тауншипа.
Из 25 домохозяйств в 24,0 % воспитывались дети до 18 лет, в 60,0 % проживали супружеские пары, в 12,0 % проживали незамужние женщины и в 24,0 % домохозяйств проживали несемейные люди. 20,0 % домохозяйств состояли из одного человека, при том 12,0 % из — одиноких пожилых людей старше 65 лет. Средний размер домохозяйства — 2,44, а семьи — 2,74 человека.
18,0 % населения — младше 18 лет, 11,5 % — в возрасте от 18 до 24 лет, 26,2 % — от 25 до 44, 34,4 % — от 45 до 64, и 9,8  — старше 65 лет. Средний возраст — 42 года. На каждые 100 женщин приходилось 90,6 мужчин. На каждые 100 женщин старше 18 приходилось 100,0 мужчин.
Средний годовой доход домохозяйства составлял 37 250 долларов, а средний годовой доход семьи —  41 250 долларов. Средний доход мужчин —  25 833  доллара, в то время как у женщин — 22 500. Доход на душу населения составил 19 616 долларов. За чертой бедности не находились ни одна семья и ни один человек.